# Al-Taawoun FC
Al-Taawoun Football Club (arabisk: التعاون) er en saudiarabisk fodboldklub fra Buraidah. Klubben spiller på nuværende tidspunkt i Saudi Pro League, den bedste række i Saudi-Arabien.